# پلانینیتسا (دیمیترووگراد)
پلانینیتسا (به صربی: Planinica) یک منطقهٔ مسکونی در صربستان است که در دیمیتروگراد واقع شده‌است.